# 장 키르슈타인
장 키르슈타인(독일어: Jean Kirstein 장 키르슈타인, 일본어: ジャンㆍキルシュタイン Jean Kirstein, 쟌 키루슈타인[*], 영어: Jean Kirschtein)는 진격의 거인의 등장인물이다.

## 공식 능력치
| 공식 능력치 | 수치 |
| ----------- | ---- |
| 인식력      | 10   |
| 두뇌전      | 7    |
| 협조성      | 5    |
| 행동력      | 8    |
| 격투술      | 9    |
| 평가        | A    |

## 개요
매서운 얼굴의 소년. 신장 175cm. 체중 65 kg. 에르디아 월 로제 남쪽의 트로스트구 출신. 상위 10위권의 훈련병들 중에서 에렌 예거 다음인 6등으로 졸업했다. 자신에게 솔직한 성격과 현실을 똑바로 인식하는 능력 때문에 삐딱한 발언이 눈에 띄며, 상관이나 동료 앞에서도 헌병단 지원 동기가 특권을 얻기 위해서라고 잘라말한다. 인간관계에서는 감정변화가 급격하고 단순한 면이 있어 첫눈에 반한 미카사가 엘런과 강한 유대 관계가 있음을 안 후 질투로 인해 엘런에게 시비를 걸며 자주 부딪힌다. 그런 반면 연애감정만 관련되지 않으면 기본적으로 엘런을 믿으려고 하는 자세를 보인다. 입체기동장치의 성능을 끌어내는 능력에 있어서는 동기 중에서도 최상급으로, 격투능력도 뛰어나다. 교관은 다른 사람과 다툼이 생기기 쉬운 성격이라 평가하지만 마르코는 오히려 그런 성격이기 때문에 평범한 사람의 약함이나 이기심을 이해할 수 있고, 그로 인한 판단력과 설득력이 있다며 장의 지휘관으로서의 자질을 언급한다. 실제로 104기생의 첫 출진에서 스스로가 지휘역이 되어 동기들을 선도했고 동료들도 그에 따른다. 트로스트구 탈환전에서의 마르코 보트의 전사를 계기로 싸워야한다는 사명을 가지고 헌병단이 아닌 조사병단에 입단한다. 작가는 장에 대해 '인간성이 쉽게 드러나서 가장 납득되는 캐릭터. 좋은 사람은 아니지만 장이 있어서 안심된다.'고 언급했다.

## 작중 행적
월 로제 최남단 트로스트구 출신. 엘런 예거, 미카사 아커만 등과는 훈련병 동기이며 마르코 보트와 가장 친하다. 훈련병 교육 과정은 5등인 엘런 예거 다음 6등으로 수료. 특기 분야는 입체기동기술이다. 규격 외의 실력인 미카사와 2 ~ 5위인 라이너 브라운, 베르톨트 후버, 애니 레온하트, 엘런 예거의 정체를 생각하면, 장은 일반인 중에서 최고의 실력자라는 말이 된다. 조사병단 입단 후 벽 밖 조사에서도 아르민을 구하려다 여성형 거인의 공격을 회피하기도 한다. 여성형 거인과 싸운 대부분의 인물은 심지어 조사병단의 베테랑들조차도 한 컷 내지 두 컷 만에 죽는데 장은 생존했다.
별로 평범해 보이지 않는 스펙이지만 상위 10인 중에서는 물론 작중에서도 거인화가 가능한 엘런이나 라이너, 베르톨트, 애니와 강화인간인 미카사, 바보인 코니, 동물적인 감의 소유자인 사샤, 그리고 참으로 드라마틱한 과거를 가진 크리스타에 비하면 별다른 특징 없는 '평범하기 그지없는 캐릭터'이다. 작중에서 대부분의 사람들이 생각하는 것과 마찬가지로 인류는 거인에게 이길 수 없다고 생각하고 있다. 때문에 처음에는 헌병단에 들어가 비교적 안전한 내지로 들어가기를 원했었다.
논리적으로 상황을 파악하는 능력이 출중하며, 거인과 싸우기를 포기해버린 것에는 이러한 요인도 한몫했다. 조사병단에 들어간 것 역시 마르코 보트의 죽음을 통해 지금 상황에서 자신이 진정으로 해야 하는 일이 무엇인지를 깨달았기 때문이다. 덕분에 마르코에게 지휘관 타입이라는 평가를 받기도 했다. 마르코의 평가에 따르면 강한 사람이 아니기 때문에 오히려 약한 대부분의 사람의 눈높이에 맞는 지시를 내릴 수 있고, 상황을 정확하게 인식하는 능력이 뛰어나 '지금 무엇을 해야 하는가'에 대해 명확히 알 수 있기 때문이라고 한다. 그래서인지, 첫 실전인 트로스트구 전투에서 동료들을 이끈 것은 장이었다.
과거 회상에서 트로스트구의 거인 침공을 상정한 훈련 중에 엘런이 지휘하는 반에 있다가는 10초도 버티지 못할 것이라는 이야기를 했는데, 실제로 트로스트구에 거인이 침공했을 당시 엘런이 지휘하던 반은 동료가 먹히는 것을 보고 이성을 잃어 엘런이 구한 아르민을 빼고 전멸했지만 장은 훈련병 동료가 거인에게 잡혀 거인들의 이목을 끄는 틈에 사실상 불가능한 동료의 구원을 재빠르게 포기하고 전진하도록 지휘함으로써 많은 동료들을 살릴 수 있었다.
또한 조사병단에 소속되어 처음으로 방벽 바깥으로 나가 여성형 거인을 상대할 때도 아르민과 라이너를 지휘했고, 에르빈 스미스가 의도적으로 숨긴 여성형 거인 포획작전을 꿰뚫어 보는 등 머리도 잘 쓰는 편이다. 자신들에게 주어진 정보를 조합해서 최선의 판단을 내리는 인식력이 돋보인다. 작중 엘런과 미카사, 리바이의 분량에 밀려서 잘 표현되지 않았으나 공식 설정상 장은 미카사 다음의 에이스다.
하지만 친하게 지내던 마르코의 죽음으로 각성하고 조사병단에 들어가 엘런이 인류의 극소수 희망이라는 것을 인식한 이후로는 사적인 감정으로 대립각을 세우지 않게 되었다. 이후 여성형 거인 포획 작전에서는 엘런의 대역으로 헌병단의 마차에 들어가 있기도 하지만 이후에는 조사병단 본대와 함께 행동하며 메인 스토리에 참가하지 못하고 1년 이상 등장하지 못했다. 그러나 엘런이 라이너 일행에게 끌려가버리고, 조사병단이 집결하는 와중에 등장하면서 생존을 확인한다. 104기 훈련병단 동기들 중 애니와 엘런을 제외하고도 3명이나 거인이 더 있다는 말을 듣고 충격을 받았다.
그리고 조사병단의 엘런 구조대에 포함되어 숲에 도착하지만 엘런을 구출하기는커녕 되려 크리스타까지 납치당하고 도주하는 라이너 일행을 쫓아야 하는 신세가 됐다. 여기서도 크리스타가 납치되었을 때 모두가 믿었던 유미르에게 배신당했다는 것을 순간 이해하지 못하고 어쩔 줄 몰라하자, 가장 먼저 유미르를 쫓으며 어서 쫓자고 동기들을 독려하는 등 준비된 지휘관의 면모를 보여준다.
주목할 점은 장은 엘런과 아르민, 미카사를 제외하면 104기 훈련병단 출신 동기들 중에서 여성형 거인의 정체를 알고 있는 유일한 인물이라는 것이다. 다른 동기들은 방벽 외부 조사 이후 월 마리아에서 훈련도 전투복도 입체기동장치도 없이 따로 격리되어 시간을 때우고 있는 동안, 장은 월 시나 스토헤스구에서 여성형 거인 색출 작전에 동원되어 엘런의 대역이 되었기 때문에 이후 사건의 전말을 모두 알게 되었다. 이 때문에 엘런 구출 작전에서 크리스타가 납치당했을 때도 다른 동기보다 더욱 침착하게 대응을 한 것일지도 모른다.
발이 느린 갑옷 거인을 어떻게든 따라잡은 104기 동기들은 갑옷 거인의 경질화 능력 덕택에 직접 공격하지는 못하고, 미카사를 피해 거인의 목에 붙어 숨은 베르톨트와 거인의 손바닥 하나를 사이에 두고 대치한다. 여기서 장은 베르톨트를 향해 3년간 한 지붕에서 동고동락하던 추억을 이야기하며 베르톨트를 설득하려 하지만 "그런 짓을 한 가해자가... 피해자들 앞에서 잘도.... 푹 잠을 잤구나." 하는 것을 보면 장 또한 그들을 용서할 수는 없는 듯하다.
에르빈의 작전으로 갑옷 거인에게서 떨어졌다가 일반 거인에게 붙잡힌 미카사를 거인의 눈을 찔러내며 구해내기도 했다.
베르톨트의 실책으로 엘런을 구해내기는 했지만 후퇴하던 도중 라이너가 집어 던진 거인에 의해 부상을 입고 정신을 잃는 바람에 아르민이 지켜주는 절체절명의 위기에 빠지지만 바로 그 순간 엘런이 시조의 거인의 거인 조종 능력을 각성하면서 살아서 퇴각할 수 있었다. 큰 부상은 아니었는지 방벽에 도착해선 정신을 차렸다. 혼절 직전으로까지 간 코니를 격려한 후 얼마나 많은 사람들이 자신을 구하려다 죽었다는 엘런의 질문에 현재 상황, 3개의 병단에서 차출한 100명에서 그 중 40명만 살아 돌아 왔고, 그중에서도 절반 정도가 그나마 걸을 수 있는 상태라고 대답해 준다.
그 뒤 아르민이 엘런의 거인을 통솔하는 능력을 거론하자 거기에 대한 질문을 하면서 부상당한 에르빈과 미카사 그리고 한네스를 비롯한 죽은 병사들을 거론하며 과거에 자신이 했던 말인 희생의 가치를 납득할 수 있게 평가하게 해달라는 말을 엘런이 다시 떠올리게 한다.
이후 다른 동기들과 함께 신 리바이반에 편입된 후 마을에서 멀리 떨어진 곳에 주둔하게 된다. 이때 은신처 안으로 들어오기 전 먼지와 진흙을 털고 오지 않은 것 때문에 엘런의 지적에 짜증을 낸다. 리바이의 결벽증을 유일하게 아는 엘런의 충고를 무시했다.
이후 신 리바이반 전원이 중앙 헌병의 습격을 피해서 도주하는 사이에, 또 다시 엘런으로 위장해 있다가 잡혀갔다. 이 때문에 다시는 엘런의 대역을 하기도 싫었는데 또 하게 된 것에 속으로 신세 한탄을 했고, 크리스타로 변장한 아르민이 성추행을 당하는 모습을 못보겠다는 표정을 지으며 고개를 돌린다. 이후 54화에 몰래 잠입한 미카사 외 일행이 납치한 리브스 상회를 제압하면서 구출, 역으로 생포하는데 성공했다.
55화에선 간부들이 중앙 현병단원인 사네스를 고문하는 소리를 듣고 거인하고 싸울 작정인데 적이 뭔지도 모르게 됐고, 왜 이런 일에 손을 더럽히게 됐는지 신세한탄을 한다. 그리고 아르민이 민중들을 사실상 방패막이를 이용하려는 계략과 썩소에 그 변태에게 당하더니 애가 변했구나....라고 말한다.
57화에서는 히스토리아와 엘런이 중앙헌병단 대인제압부대에 납치당하는 사태가 일어나 탈환전을 하게 되자, 인간을 상대로 싸우는 걸 탐탁지 않아 하며 난 이런 폭력조직에 들어오고 싶었던 게 아니며, 인류를 구하기 위해 몸을 바쳤던 거라고 말한다. 결국 대인진압부대원을 제압하지 못하고 오히려 역습에 사살당할 뻔 하지만 다행히도 아르민의 도움으로 탈출한다. 설정상 스펙에서 상황에 대한 인식력이 개성인 것 치곤 참 변해가는 상황에 적응 못하는 모습을 보이고 있다. 다만 그 결과가 아르민의 첫 살인이었고, 아르민이 후유증에 꽤 심하게 시달렸기에 미안한 마음을 갖게 되었다. 그리고 다시는 이런 일이 없게 하기로 다짐한다.
결국 마음을 다잡고 연기로 마를로와 히치의 마음을 떠서 둘을 헌병단에서 조사병단의 편으로 완전히 돌리는데 성공한다. 다만 히치가 휘두른 나무방망이로 머리통을 가격당하면서 잠시 거품을 물고 기절하는 불상사가 있었다. 중앙헌병단의 기지 습격에선 입체기동이 아니라 사샤와 함께 지붕에서 머스킷 총으로 헌병단의 다리를 공격하며 활약한다. 성공적으로 작전을 마치긴 했으나, 사람을 공격한 건 처음이었는지 여전히 손을 떨고 있는 모습이 포착됐다.
64화에서는 히스토리아와 엘런의 탈환을 막으려는 대인입체기동 병사 한 명을 칼로 사살한다. 104기 조사병단 중에서 사람을 죽인 경험이 있는 병사들 (미카사, 사샤, 코니, 아르민, 엘런, 베르톨트, 라이너, 유미르) 중 하나가 되었다. 66화에 엘런을 구하면서 반 벌거숭이 짜샤라고 놀렸다. 이후 로드 레이스 거인이 내뿜는 열기 때문에 죽게 생길 판에 진실을 알고 싸울 의지를 잃은 엘런의 나약함에 독설을 날렸다. 67화에 밖으로 나온 로드 레이스 거인을 보곤 악마 같다고 평한다. 이후 로드 레이스 거인을 토벌하기 위해 월 시나의 오르부드구에서 기다리던 중 사샤의 이상한 모습에 의아한 엘런에게 사실을 밝힐 뻔하다가 얼버무린다.
이후 월 마리아 탈환 작전 전날밤 벌어진 연회에서 고기에 미쳐버린 사샤를 코니와 함께 말리다가 사샤에게 손가락을 물린다. 마를로가 조사병단 첫 입단자가 맡을 임무에서 벗어나고 싶어하는 조짐을 보이자, 장은 신병이 위험한 작전에서 소모되어 버리는 악순환을 겪게 할 수는 없는 것이라고 충고한다. 그리고 이 대화를 이용하여 장은 제일 쓸모없는 건 첫째든, 둘째든 돌격 밖에 모르는 녀석이라고 엘런에게 시비를 걸고 또 다시 싸움이 붙는다. 그러나 미카사를 포함한 누구도 싸움을 말리지 않았고, 리바이가 와서 둘을 때려눕혀 싸움을 말린다.
76화에서는 갑옷 거인에게 공격을 망설이는 코니와 사샤에게 빨리 가자고 하고, 77화에서 갑옷 거인이 죽은 듯한 모습을 보고 "꼴 좋다, 악당 놈"이란 말을 했으나, 이내 슬픔을 감추지 못하고 눈물을 흘린다. 그러면서도 본인은 임무를 망각하지 않고, 우느라 아예 정신을 못 차리고 있는 코니와 사샤를 질책하는 걸 보면 확실히 지휘관의 자질이 있는 듯 보인다.
79화에서는 베르톨트가 기어코 주저하는 마음을 뿌리 뽑고 초대형 거인으로 변하자 변이의 후유증으로 섬광과 열기의 압력에 주변의 폐허가 된 집들이 붕괴되어 버리자, 산산조각난 집들 가운데 엘런의 생가가 있을지도 모른다는 흥분이 솟구쳐 엘런의 이름을 가지고 말장난 한 코니를 보더니 사샤에게 한대 때려 주라고 시켰다. 장은 초대형 거인을 막기 위해 아르민이 세운 작전의 맹점을 지적하는 등 자신의 장점인 상황을 인식하는 힘을 보인다. 상황이 점점 불리해지자 대신 판단을 부탁한 아르민에게 '상황을 읽을 수는 있지만 책략은 떠오르지 않는다. 최종적으론 너에겐 의지할 거다'라며 일단 야전 지휘를 맡았다. 그리고 아무것도 하지 않다가 죽을 수는 없다며 초대형 거인 공격 임무 분담조를 즉석에서 편성하고 사샤, 코니와 함께 미끼역을 맡는다. 물론 장의 공격은 초대형 거인의 증기 분출로 실패하지만 아르민이 초대형 거인의 중요한 특성을 알아내는데 도움이 되었다.
82화에서는 부활한 갑옷 거인을 상대하다 어깨에 관통상을 입는다.
83화에서는 갑옷 거인에게서 빼내어 사지가 잘린 라이너를 한지가 심문하는 현장 옆에서 미카사의 치료를 받고 있다. 한지가 라이너를 죽이려는 찰나 장은 라이너를 조사병단원에게 먹여 거인의 힘을 빼앗자고 제안한다. 한지는 그럴 여유가 없고 현재의 상황 중 모르는 것이 너무 많다며 반대하지만, 장은 모르는 것을 모르는 채로 두면 어떻게 거인에게 이길 수 있겠냐고 반문한다. 한지는 결국 장의 제안을 받아들여 상황을 알아보기 위해 미카사를 리바이&엘런&아르민이 있는 곳으로 보내게 된다. 그렇게 시간을 끈 사이, 피크의 차력 거인이 돌진하고 장은 그 돌진에서 한지를 구하는 데 성공하지만 라이너를 뺏기게 된다. 장은 돌이킬 수 없는 잘못을 저질렀다며 자책하지만 한지는 상관이기도 한 자신이 내린 판단이라며 장을 위로한다.
84화에서는 아르민이 거인화 상태로 베르톨트를 씹어 먹는 모습을 지켜 본다.
102화에서 정식으로 등장했다. 플록과 달리 학살에 대해 좋지 않은 생각을 가진 모습을 보였다.
103화에서는 “시간이 없다”는 말을 강조하며 파라디섬 측에서 준비 중인 작전을 언급했으며, 샤샤가 저격에 성공한 직후 차력 거인의 앞에 나타나 “신세를 졌다”는 말과 함께 뇌창을 쏘아 차력 거인의 왼쪽 눈을 맞춘다. 이 때 뇌창을 도탄시켜 갑옷의 틈 사이를 정확히 맞추는 묘기를 선보인다. 그 직후 조사병단원들에게 뇌창을 마구 쏘라는 명령을 내리며, 이 때문에 차력 거인은 철가면이 날아가고 왼쪽 눈알이 튀어나오며 기관총탑이 완파당하고 판처대원이 몰살당하는 피해를 입는다. 이렇게 무력화된 차력 거인을 마무리하기 위해 뛰어드는 장의 앞을 팔코 그라이스가 막아선다.
104화에서 결국 차력 거인을 죽이기 위해 뇌창을 발사한다. 하지만 잠깐의 망설임 때문에 피크를 살리는 실수를 범하고 만다. 이후 한지가 비행선을 이끌고 탈출 준비를 하러 오자 조사병단원에게 이를 사수하라고 명령한다.
105화에서는 전직 주둔병단의 사단장인 듯한 로보프에게 뒤를 맡긴다.
비행선에서는 사샤와 코니가 반겨주고 상황을 설명하는데 전방의 반이 아직 안 왔고 파악한 사망자 수가 6명이라는 소식에 암울해 하는 반면, 플록은 적에게 준 손해와 비교해서 신생 엘디아 제국의 첫 전투는 대승리라고 외친다. 그걸 지켜보던 장은 첫 전투자... 대체 언제까지 해야하는지 앞으로 얼마나 희생해야 하는지 암담해 할 때 코니가 사샤와 장에게 우리들은 또 살아남았다고 격려한다. 그리고 이런저런 잡담을 한다. 조사병단의 자축 중에 조용히 하라며 뭔가 소리가 났다고 로보프가 올라올 시간이라고 할 때 가비가 총을 쏘고 그 총알에 사샤가 맞는다. 사샤가 총에 맞는 것에 경악하고 바로 가비를 총으로 쏘지만 빗나간다.
그 후 다른 병사들이 가비와 팔코를 제압하고 플록이 가비와 팔코가 로보프의 입체기동장치로 올라왔다며 밖으로 던질려고 할 때, 애들을 하늘에서 던지면 이 살인극이 끝나냐 하며 말린다. 그 후 가비가 난동부릴 때 지크를 언급한 가비에게 "지금 만나게 해 주마. 이왕이면 그 녀석에게도 같은 말 해 주고 오라고."라며 데려간다. 리바이에게 상황을 설명하고 피크와 포르코를 함정에 빠트린 옐레나에게 '턱'과 '차력'은 네가 구속하는 게 아니었냐 동료가 괜히 더 죽었다고 비난한다. 그리고 후에 사샤가 확실히 죽었다는 소식에 엘런이 침울해하자 엘런에게 네가 조사병단에 끌어들여서 죽은 거라고 하며 엘런을 책망한다. 하지만 끝까지 경계를 풀지 않고 승리의 기쁨에 빠져있었던 동료들 잘못도 있었다.
116화에서 엘런이 미카사와 아르민을 폭행한 이유를 궁금해 하면서, '제정신이라면 아무 의미도 없이 그런 짓을 하지 않는다'며 엘런의 숨은 진의에 의문을 품는다. 엘런이 일방적으로 아르민과 미카사가 자신에게서 갑자기 정을 떼게하려는 행동을 하는 것엔 이유가 있다는 추측인데, 보통 이런 행위는 이별이나 죽음을 앞둔 사람이 정든 이들에게 이를 감추려고 하는 경우가 많으므로 엘런의 진의를 의심하는 것이었다. 그런데 119화에서 엘런의 목이 잘리면서 그것이 현실이 되었다. 아울러 120화에서 엘런이 지크의 안락사 계획을 미친 짓이라고 경멸함으로써 엘런은 애초부터 지크와 동참할 마음이 없었다는 것, '좌표의 길'로 오기 위해 지크를 역으로 이용해왔다는 것이 밝혀짐으로써 다시 한번 장의 추측이 적중했다.
119화에선 코니와 함께 뇌창으로 갑옷을 제압한다.
120화에선 가비한테 목이 잘리는 모습을 보고 코니와 함께 경악한다.
124화에서는 땅고르기가 발동되자, 이는 자신들을 악마로 규정짓고 멸하려했던 세계가 자초한 일이며, 자신들이 할 수 있었던 건 없었다는 현실을 말하고, 아르민이 이를 지나치다고 하자, 그럼 막을 거냐며, 엘런은 자신들을 위해 세계인을 희생시키는 길을 선택한 것이며, 무엇보다 전세계인 말살로 가장 큰 이득을 보고 살아남는 이들은 엘런의 동기들인 자신들이라고 말한다.
그리고 지크의 거인들이 날뛰자, 팔코를 픽시스 사령관에게 먹이자고 하나, 거인이 공격하는 틈에 코니가 팔코를 자신의 어머니에게 먹이기 위해 데려가버리고 만다. 거인 토벌을 지휘하여 거인들을 다 정리한 이후엔 오니안코폰에게 상황을 이야기해주었고, 이어서 프록이 나타나 옐레나에게 총을 겨누고 의용병들을 전부 구속할테니 불러오라고 하자 놀란다.
125화에선 의용병을 죽이는 프록의 모습에 경악하는 등 엘런을 위시한 예거파의 행위에 동조하지 않는 한편으론 내심 전부 끝나길 바랬는지 프록이 이제 자유라며 이제 예전의 장으로 돌아오라며 이야기하자 끝난건가?라는 말을 한다.
126화에서는 예거파에 동참한 듯한 모습을 보이며 오니안코폰에게 총구를 겨누지만, 일부러 빗나가게 쏜다. 사실 그는 이미 다른 동료들과 마찬가지로 지난 밤 피크와 테오 마가트 등의 마레 쪽 인물들과 협력한 상태였으며, 그 후 옐레나, 오니안코폰과 함께 차력 거인의 입 속에 들어가 한지와 리바이가 있는 곳으로 이동된다. 예거파에 그대로 동참했다면 너는 안전했을 것이라는 오니안코폰의 말에 자신도 지난 밤 그저 귀를 틀어막고 방 안에 숨어있고 싶었으나, 그렇게 한다면 재가 된 뼛조각이 자신을 가만 두지않았을 것이라고 담담히 답한다.
이후 조사병단원들과 마레 측 인물들이 모여 엘런을 막을 전략을 짜기 시작하지만 사상 차이로 의기투합은커녕 논쟁이 계속된다. 와중에 애니랑 미카사는 엘런의 처우 문제로 몸싸움까지 번지려고 하는 등 상황은 심각해져만 간다. 그나마 애니가 먼저 물러나고 최대한 분위기를 좋게 유지하려고 했지만 이후 옐레나가 두 세력의 갈등을 극대화하기 위해 조사병단원들에게 이런저런 트라우마를 자극시키다가 이윽고 쟝에게 마르코의 죽음의 진상이 알고싶지 않느냐고 질문한다. 이에 죄책감을 이기지 못한 라이너가 본인들이 마르코를 죽이려 했다는 것과 본인들이 몰아넣은 마르코가 거인에게 당하자 갑자기 마르코를 보면서 경악해버렸던 사실까지 모두 말한다. 라이너는 쟝에게 진심으로 사죄하지만 소중한 친구의 비극적인 죽음의 진상을 알고 화가 난 장은 그대로 라이너를 무자비하게 구타한다. 이때 가비가 라이너를 보호하려고 뛰어들었다가 구둣발에 체이고 고통스러워하며 그동안 자신이 에르디아인들에 대해 잘못된 사상을 가지고 있었다는 것을 깨달았다 말하고 라이너를 용서해달라 청하자 허탈한 표정으로 숲으로 들어가서 오열한다.
이후 134화에서 다른 일행들과 함께 엘런을 저지하기 위해 싸운다.
136화에서는 에르디아인과 마레인이 아직도 싸우는 걸 보고 한심해한다. 그리고 피크 핑어가 시조의 거인의 목에 설치한 폭탄을 터뜨리기 위해 목 부분으로 향한다.
137화에서는 왼손을 잃고 당할 위기에 처한 피크를 구해준다. 그리고 지크와 아르민에 의해 아군이 된 일부 선대 거인들과 일행들의 도움을 받으며 앞으로 달려나가 시조의 거인의 목까지 근접한다. 이때 엘런의 거인의 눈과 마주치고, 눈물이 고인 두 눈으로 "이... 죽고 싶어 안달난 녀석아아아아아!!!"라고 외치며 기폭 장치의 스위치를 눌러 폭탄을 터뜨려 시조의 거인의 목을 날리는데 성공한다. 과거 동료로서 서로 치고 박으면서도 굳건한 신뢰로 이어져 있었던 둘 사이의 관계를, 그로 인해 땅울림이 발동된 직후에도 엘런이 죽지 않는 걸 희망했던 그의 본심을 생각하면 가슴 아픈 상황이다.
그리고 곧 아르민이 초대형 거인의 대폭발로 뼈를 날려버리려 하자 아직 라이너가 남아있다며 만류하지만 이 기회를 놓치는 건 라이너의 결의를 무시하는 것이라는 피크의 말에 결국 함께 팔코의 턱 거인의 등 위에 올라타 탈출한다. 그리고 모두와 함께 아르민의 대폭발을 지켜본다.
138화에서는 라가코 마을과 같은 연기를 마시고 코니,가비와 무지성 거인이 된다.

## 인간 관계

### 마르코 보트
훈련병 시절부터 제일 친했던 친구이자(마르코를 먹고있던 거인을 장이 이성을 잃고 죽일정도로 각별했던 사이였다), 장이 정신적으로 성장하는 데 도움을 준 일등 공신.

### 엘런 예거
라이벌이자 악우. 가치관의 차이로 훈련병 시절에는 시시때때로 다투는 사이. 미카사가 에렌이랑 같이 다녀서 질투하는듯 하다.

### 미카사 아커만
장의 짝사랑으로 묘사된다. 하지만 미카사는 엘런에게만 관심이 있다.

### 아르민 알레르토
장이 판을 짜는 지휘관으로서의 특징을 보여주는 반면 아르민은 수를 짜는 참모로서의 자질을 보여주는 바, 생각보다 잘 어울리는 파트너라 할 수 있다.

### 코니 스프링거
트로스트구 공방전에서는 입체기동장치가 고장나서 고생하고 있는 장을 코니가 도와주기도 하는 등 여러 가지로 서로 돕는 사이.

### 사샤 블라우스
많은 동료애를 느낀 친구

### 플록 포르스터
생각보다는 가까운 사이

## 기타
캐릭터송 Rusty Honesty가 있다.